# Чемпіонат світу з трекових велоперегонів 1974
Чемпіонат світу з трекових велоперегонів 1974 проходив з 14 по 20 серпня 1974 року в Монреалі, Канада. Усього на чемпіонаті розіграли 11 комплектів нагород — 9 у чоловіків та 2 у жінок.

## Медалісти

### Чоловіки
Професіонали
| Дисципліна                         | Золото         | Срібло         | Бронза            |
| Спринт                             | Педер Педерсен | Джон Ніколсон  | Роберт Ван Ланкер |
| Індивідуальна гонка переслідування | Рой Шуйтен     | Фердинанд Брек | Рене Пейнен       |
| Гонка за лідером                   | Сеес Стам      | Тео Вершойрен  | Аттіліо Бенфатто  |

Аматори
| Дисципліна                         | Золото                                                 | Срібло                                                           | Бронза                                                            |
| Спринт                             | Антон Ткач                                             | Сергій Кравцов                                                   | Джорджіо Россі                                                    |
| Гіт на 1000 м                      | Едуард Рапп                                            | Ферруччо Ферро                                                   | Януш Кержковський                                                 |
| Індивідуальна гонка переслідування | Ганс Лутц                                              | Орфео Піццоферрато                                               | Томас Гашке                                                       |
| Командна гонка переслідування      | ФРН Гюнтер Шумахер Пітер Вонгоф Ганс Лутц Дітріх Турау | НДР Томас Гашке Хайнц Ріхтер Уве Унтервальдер Клаус-Юрген Ґрюнке | Чехословаччина Павел Долежел Петр Коцек Міхал Класа Зденек Догнал |
| Спринт на тандемах                 | Чехословаччина Владимир Вацкарж Мирослав Вимазал       | СРСР Віктор Копилов Володимир Семенець                           | Польща Бенедикт Коцот Анджей Бек                                  |
| Гонка за лідером                   | Жан Броєр                                              | Мартін Венікс                                                    | Мігель Еспінос                                                    |

### Жінки
| Дисципліна                         | Золото            | Срібло             | Бронза               |
| Спринт                             | Тамара Пильщикова | Сью Новара         | Галина Царьова       |
| Індивідуальна гонка переслідування | Тамара Гаркушина  | Валентина Смирнова | Кеті ван Оостен-Гахе |

## Загальний медальний залік
| Місце  | Країна         | Золото | Срібло | Бронза | Загалом |
| ------ | -------------- | ------ | ------ | ------ | ------- |
| 1      | СРСР           | 3      | 3      | 1      | 7       |
| 2      | ФРН            | 3      |        |        | 3       |
| 3      | Нідерланди     | 2      | 1      | 2      | 5       |
| 4      | Чехословаччина | 2      |        | 1      | 3       |
| 5      | Данія          | 1      |        |        | 1       |
| 6      | Італія         |        | 2      | 2      | 4       |
| 7      | Бельгія        |        | 2      | 1      | 3       |
| 8      | НДР            |        | 1      | 1      | 2       |
| 9      | Австралія      |        | 1      |        | 1       |
| 9      | США            |        | 1      |        | 1       |
| 11     | Польща         |        |        | 2      | 2       |
| 12     | Іспанія        |        |        | 1      | 1       |
| Всього | Всього         | 11     | 11     | 11     | 33      |